# Лорен Феникс
Лорен Феникс (англ. Lauren Phoenix; настоящее имя — Линда Ванина Перессини (англ. Linda Vanina Peressini; род. 13 мая 1979, Торонто) — канадская порноактриса.

## Биография
Линда Ванина Перессини родилась в Торонто в семье англичанки и итальянца. Окончила среднюю школу исполнительских искусств, 10 лет занималась балетом. 2 года училась в университете Западного Онтарио.
В 20 лет начала работать стриптизёршей, танцевала в Уинсоре, Лондоне и Лас-Вегасе. За свою карьеру четыре раза удостаивалась премии «XRCO Award» (2004—2005), по одному разу «AVN Awards» (2005) и «VOD Awards» (2006). В мае 2005 года запустила агентство Lauren Phoenix, чтобы представлять как себя, так и других порноактеров — однако она закрыла это агентство уже в январе 2006 года. В том же 2005 году работала моделью для бренда «American Apparel», после чего покинула порноиндустрию.
По данным на 2020 год, Лорен Феникс снялась в 564 порнофильмах и срежиссировала 4 порноленты.

## Награды и номинации
| Год  | Награда    | Категория                             | Работа                                                                                                   | Результат |
| ---- | ---------- | ------------------------------------- | --- | --------- |
| 2004 | XRCO Award | Лучшая новая старлетка                | | Победа    |
| 2004 | XRCO Award | Оргазмическая аналистка               | | Победа    |
| 2004 | AVN Awards | Лучшая новая старлетка                | | Номинация |
| 2004 | AVN Awards | Лучшая сцена анального секса — Видео  | Grand Theft Anal 2 (с Марком Дэвисом)                                                                    | Номинация |
| 2005 | XRCO Award | Лучшая исполнительница года           | | Победа    |
| 2005 | XRCO Award | Оргазмическая аналистка               | | Победа    |
| 2005 | XRCO Award | Сцена секса втроём                    | Big Wet Asses 4 (с Katrina Kraven и Tony T.)                                                             | Номинация |
| 2005 | AVN Awards | Лучшая исполнительница года           | | Победа    |
| 2005 | AVN Awards | Лучшая сцена анального секса          | A.N.A.L. 3 (с Lee Stone)                                                                                 | Номинация |
| 2005 | AVN Awards | Лучшая сцена стриптиза                | I’m Your Slut 2                                                                                          | Номинация |
| 2005 | AVN Awards | Лучшая парная сцена секса - видео     | I’m Your Slut 2 (с Мануэлем Феррарой)                                                                    | Номинация |
| 2005 | AVN Awards | Лучшая парная сцена секса - видео     | Sodomania 41 (с Mick Blue)                                                                               | Номинация |
| 2005 | AVN Awards | Лучшая сцена группового секса - видео | Double Teamed 2 (с Мисси Монро, Беном Инглишем и Mr. Pete)                                               | Номинация |
| 2005 | AVN Awards | Лучшая сцена триолизма — видео        | Big Wet Asses 4 (с Katrina Kraven и Tony T.)                                                             | Номинация |
| 2005 | AVN Awards | Лучшая сцена триолизма — видео        | Buttwoman Iz Lauren Phoenix (с Цитерия и Рэнди Спирсом)                                                  | Номинация |
| 2006 | AVN Awards | Лучшая исполнительница года           | | Номинация |
| 2006 | AVN Awards | Лучшая актриса второго плана — видео  | The Edge Runner                                                                                          | Номинация |
| 2006 | AVN Awards | Лучшая сцена стриптиза                | Lauren Phoenix’s Fuck Me                                                                                 | Номинация |
| 2006 | AVN Awards | Лучшая лесбийская сцена секса - Видео | Epiphany (c Кимберли Кейн, Katrina Kraven, Кайли Айрлэнд и Джули Найт)                                   | Номинация |
| 2006 | AVN Awards | Лучшая сцена анального секса — видео  | Flesh Fest 3 (с Anthony Hardwood)                                                                        | Номинация |
| 2006 | AVN Awards | Лучшая сцена группового секса — видео | Clusterfuck 3 (с Dave Hardman, Scott Lyons, Richard Raymond, Trevor Slide, Jeremy Steele и Trent Tesoro) | Номинация |
| 2006 | AVN Awards | Лучшая сцена группового секса — видео | Semen Sippers 3 (с Мелисса Лорен, Эрик Эверхард и John Strong)                                           | Номинация |
| 2006 | AVN Awards | Лучшая сцена мастурбации              | Anal Showdown                                                                                            | Номинация |
| 2006 | VOD Awards | Исполнительница года                  | | Победа    |